# Daniel Thioune
Daniel Moustapha Thioune (Georgsmarienhütte, 21 luglio 1974) è un allenatore di calcio ed ex calciatore tedesco, di ruolo centrocampista o attaccante, tecnico del Fortuna Düsseldorf.

## Palmarès

### Giocatore

#### Competizioni nazionali
- Fußball-Regionalliga: 2

Osnabrück: 1999-2000 (Regionalliga Nord)
Rot Weiss Ahlen: 2007-2008 (Regionalliga Nord)

### Allenatore

#### Competizioni nazionali
- 3. Liga: 1

Osnabrück: 2018-2019